# María José Rienda
María José Rienda Contreras (* 29. Juni 1975 in Granada) ist eine ehemalige spanische Skirennläuferin. Sie war auf Riesenslaloms spezialisiert und gehörte einige Jahre zur Weltspitze in dieser Disziplin. Daneben fuhr sie gelegentlich auch Super-G- und Slalom-Rennen.

## Biografie
Ihr erstes Weltcup-Rennen, eine Abfahrt, bestritt Rienda am 2. Februar 1994 in der Sierra Nevada unweit ihres Geburtsortes Granada. Es war dies die einzige Abfahrt überhaupt, an der sie an den Start ging. Erste Weltcuppunkte holte sie am 8. Januar 1995 als 20. des Slaloms in Haus im Ennstal. In den ersten Jahren ihrer Karriere fuhr Rienda regelmäßig Slalomrennen. Ihr bestes Ergebnis in dieser Disziplin ist ein 13. Platz, erzielt am 17. Januar 1999 in St. Anton am Arlberg. Am 31. Oktober 1999 folgte in Tignes die erste Top-10-Platzierung in einem Weltcup-Riesenslalom.
Rienda gehörte in der Folge während Jahren zu den beständigsten Riesenslalomläuferinnen, jedoch erzielte sie erst am 25. Oktober 2003 mit dem dritten Platz in Sölden die erste Podestplatzierung. Zum Abschluss des Winters 2004/05 gewann sie hintereinander die beiden Riesenslaloms in Åre und auf der Lenzerheide. Der letzte Weltcupsieg einer spanischen Skirennläuferin datierte zuvor aus dem Jahre 1991 (Blanca Fernández Ochoa in Santa Caterina). Ihre erfolgreichste Saison hatte Rienda 2005/06: Sie gewann vier weitere Rennen und musste sich in der Riesenslalom-Weltcupwertung nur der Schwedin Anja Pärson geschlagen geben.
Weniger erfolgreich ist Riendas Bilanz bei Weltmeisterschaften und Olympischen Winterspielen. Bei den Olympischen Winterspielen 2002 in Salt Lake City fuhr sie im Riesenslalom auf den sechsten Rang, nachdem sie als Drittplatzierte des ersten Laufs noch auf Medaillenkurs lag. Bei den Weltmeisterschaften 1997 in Sestriere und bei den Weltmeisterschaften 2005 in Bormio belegte sie im Riesenslalom jeweils den neunten Platz. Vor den Olympischen Winterspielen 2006 in Turin galt Rienda im Riesenslalom als Mitfavoritin, belegte aber nur den 13. Platz.
Am 19. November 2006 zog sich Rienda bei einem Sturz im Training in Colorado einen Innenband – und Kreuzbandriss im rechten Knie zu und musste die ganze Weltcupsaison 2006/07 auslassen. Im folgenden Winter nahm sie nur an einem Weltcuprennen teil. Nachdem sie mit einem 16. Platz in die Saison 2008/09 gestartet war, stürzte Rienda im zweiten Riesenslalom der Saison in Aspen und erlitt einen Kreuzbandriss im linken Knie. Sie musste die Saison vorzeitig beenden; auch das Ende ihrer Karriere stand im Raum.
Zu Beginn der Saison 2009/10 kehrte die mittlerweile 34-Jährige wieder in den Weltcup zurück. Sie konnte aber bei weitem nicht mehr an frühere Leistungen anschließen und gewann keine Weltcuppunkte mehr. Am 16. April 2011 beendete sie ihre Karriere.

## Erfolge

### Olympische Spiele
- Lillehammer 1994: 21. Riesenslalom, 29. Super-G
- Nagano 1998: 12. Riesenslalom, 14. Slalom
- Salt Lake City 2002: 6. Riesenslalom, 15. Slalom
- Turin 2006: 13. Riesenslalom, 37. Super-G
- Vancouver 2010: 38. Riesenslalom

### Weltmeisterschaften
- Sierra Nevada 1996: 18. Slalom, 21. Riesenslalom
- Sestriere 1997: 9. Riesenslalom
- Vail/Beaver Creek 1999: 13. Riesenslalom, 26. Slalom
- St. Anton 2001: 10. Riesenslalom, 30. Super-G
- Santa Caterina 2005: 9. Riesenslalom
- Garmisch-Partenkirchen 2011: 28. Super-G, 31. Riesenslalom

### Weltcupwertungen
| Saison  | Gesamt                              | Gesamt                              | Super-G                             | Super-G                             | Riesenslalom                        | Riesenslalom                        | Slalom                              | Slalom                              |
| Saison  | Platz                               | Punkte                              | Platz                               | Punkte                              | Platz                               | Punkte                              | Platz                               | Punkte                              |
| ------- | ----------------------------------- | ----------------------------------- | ----------------------------------- | ----------------------------------- | ----------------------------------- | ----------------------------------- | ----------------------------------- | ----------------------------------- |
| 1994/95 | 95.                                 | 19                                  | –                                   | –                                   | 39.                                 | 19                                  | –                                   | –                                   |
| 1995/96 | 95.                                 | 15                                  | –                                   | –                                   | 41.                                 | 15                                  | –                                   | –                                   |
| 1996/97 | 79.                                 | 27.                                 | –                                   | –                                   | 33.                                 | 27                                  | –                                   | –                                   |
| 1997/98 | 96.                                 | 9                                   | –                                   | –                                   | 44.                                 | 9                                   | –                                   | –                                   |
| 1998/99 | 57.                                 | 99                                  | –                                   | –                                   | 25.                                 | 65                                  | 31.                                 | 34                                  |
| 1999/00 | 51.                                 | 178                                 | –                                   | –                                   | 16.                                 | 174                                 | 55.                                 | 4                                   |
| 2000/01 | 39.                                 | 171                                 | –                                   | –                                   | 11.                                 | 161                                 | 47.                                 | 10                                  |
| 2001/02 | 45.                                 | 166                                 | –                                   | –                                   | 15.                                 | 142                                 | 38.                                 | 24                                  |
| 2002/03 | 29.                                 | 256                                 | –                                   | –                                   | 10.                                 | 237                                 | 41.                                 | 19                                  |
| 2003/04 | 24.                                 | 339                                 | –                                   | –                                   | 3.                                  | 339                                 | –                                   | –                                   |
| 2004/05 | 19.                                 | 384                                 | –                                   | –                                   | 3.                                  | 384                                 | –                                   | –                                   |
| 2005/06 | 13.                                 | 546                                 | 49.                                 | 9                                   | 2.                                  | 537                                 | –                                   | –                                   |
| 2006/07 | verletzungsbedingt keine Ergebnisse | verletzungsbedingt keine Ergebnisse | verletzungsbedingt keine Ergebnisse | verletzungsbedingt keine Ergebnisse | verletzungsbedingt keine Ergebnisse | verletzungsbedingt keine Ergebnisse | verletzungsbedingt keine Ergebnisse | verletzungsbedingt keine Ergebnisse |
| 2008/09 | 105.                                | 15                                  | –                                   | –                                   | 43.                                 | 15                                  | –                                   | –                                   |

### Weltcupsiege
| Datum             | Ort          | Land        | Disziplin      |
| ----------------- | ------------ | ----------- | -------------- |
| 20. Februar 2005  | Åre          | Schweden    | Riesenslalom   |
| 13. März 2005     | Lenzerheide  | Schweiz     | Riesenslalom   |
| 10. Dezember 2005 | Aspen        | USA         | Riesenslalom   |
| 3. Februar 2006   | Ofterschwang | Deutschland | Riesenslalom   |
| 4. Februar 2006   | Ofterschwang | Deutschland | Riesenslalom * |
| 5. März 2006      | Hafjell      | Norwegen    | Riesenslalom   |

* zeitgleich mit Anja Pärson

### Europacup
- 7 Podestplätze, davon 2 Siege

### Nor-Am Cup
- 2 Podestplätze, davon 1 Sieg

### Junioren-Weltmeisterschaften
- Maribor 1992: 26. Kombination, 39. Riesenslalom, 40. Super-G, 40. Slalom, 50. Abfahrt

### Weitere Erfolge
- 3-fache spanische Super-G-Meisterin (2004, 2005, 2006)
- 6-fache spanische Riesenslalom-Meisterin (1995, 1996, 1999, 2001, 2004, 2006)
- 8-fache spanische Slalom-Meisterin (1995, 2000, 2001, 2002, 2004, 2005, 2006, 2011)
- 9 Siege in FIS-Rennen (5× Riesenslalom, 3× Slalom, 1× Super-G)